# Passerellidae
Famille
Les Passerellidae sont une famille de passereaux constituée d'une vingtaine de genres et de près de 140 espèces.

## Liste des genres
Selon la classification de référence du Congrès ornithologique international (version 14.2, 2024) (ordre alphabétique) :
- Aimophila Swainson, 1837 (3 espèces)
- Ammodramus Swainson, 1827 (3 espèces)
- Ammospiza Oberholser, 1905 (4 espèces)
- Amphispiza Coues, 1874 (1 espèce)
- Amphispizopsis Wolters, 1980 (1 espèce)
- Arremon Vieillot, 1816 (21 espèces)
- Arremonops Ridgway, 1896 (4 espèces)
- Artemisiospiza Klicka & Banks, 2011 (2 espèces)
- Atlapetes Wagler, 1831 (34 espèces)
- Calamospiza Bonaparte, 1838 (1 espèce)
- Centronyx Baird, 1858 (2 espèces)
- Chlorospingus Cabanis, 1851 (8 espèces)
- Chondestes Swainson, 1827 (1 espèce)
- Junco Wagler, 1831 (5 espèces)
- Melospiza Baird, 1858 (3 espèces)
- Melozone Reichenbach, 1850 (8 espèces)
- Oreothraupis Sclater, 1856 (1 espèce)
- Oriturus Bonaparte, 1850 (1 espèce)
- Passerculus Bonaparte, 1838 (1 espèce)
- Passerella Swainson, 1837 (4 espèces)
- Peucaea Audubon, 1839 (8 espèces)
- Pezopetes Cabanis, 1861 (1 espèce)
- Pipilo Vieillot, 1816 (5 espèces)
- Pooecetes Baird, 1858 (1 espèce)
- Rhynchospiza Ridgway, 1898 (3 espèces)
- Spizella Bonaparte, 1832 (6 espèces)
- Spizelloides Slager & Klicka, 2014 (1 espèce)
- Torreornis Babour & Peters, 1827 (1 espèce)
- Xenospiza Bangs, 1931 (1 espèce)
- Zonotrichia Swainson, 1832 (5 espèces)

Selon NCBI (19 juin 2018) :
- genre Aimophila
- genre Ammodramus
- genre Amphispiza
- genre Arremon Vieillot 1816
- genre Arremonops
- genre Atlapetes
- genre Calamospiza
- genre Chlorospingus
- genre Chondestes
- genre Junco
- genre Kieneria
- genre Melospiza
- genre Melozone
- genre Oreothraupis
- genre Oriturus
- genre Passerculus
- genre Passerella
- genre Pezopetes
- genre Pipilo
- genre Pooecetes
- genre Pselliophorus
- genre Spizella
- genre Torreornis
- genre Xenospiza
- genre Zonotrichia